# Sebastián Medina
Sebastián Medina, vollständiger Name Sebastián Medina Ortelli, (* 24. Februar 1993 in Montevideo) ist ein uruguayischer Fußballtorhüter.

## Karriere
Der nach Angaben seines Vereins 1,93 Meter große Torhüter Medina gehört mindestens seit der Spielzeit 2013/14 dem Kader des uruguayischen Erstligisten Club Atlético Cerro an, für den er zudem in der Tercera División im Tor steht. In jener Saison kam er dort bis zum Abschluss der Clausura 2014 zu einem Einsatz in der Primera División. In der Spielzeit 2014/15 wurde er in einem Erstligaspiel eingesetzt. Während der Saisons 2015/16 und 2016 kam er nicht zum Einsatz.